# Wupper
El río Wupper es un río alemán del estado de Renania del Norte-Westfalia, también denominado “Wipper”, que nace junto a la localidad de Marienheide y desemboca en el río Rin en Leverkusen. Su afluente más largo es el río Dhün.
A pesar de tener poco más de 100 kilómetros de longitud, es atravesado por casi 200 puentes, 90 de los cuales se encuentran en Wuppertal (literalmente, valle del Wupper). Igualmente sorprendente es el elevado número de presas en relación con su longitud, ya que tiene quince.

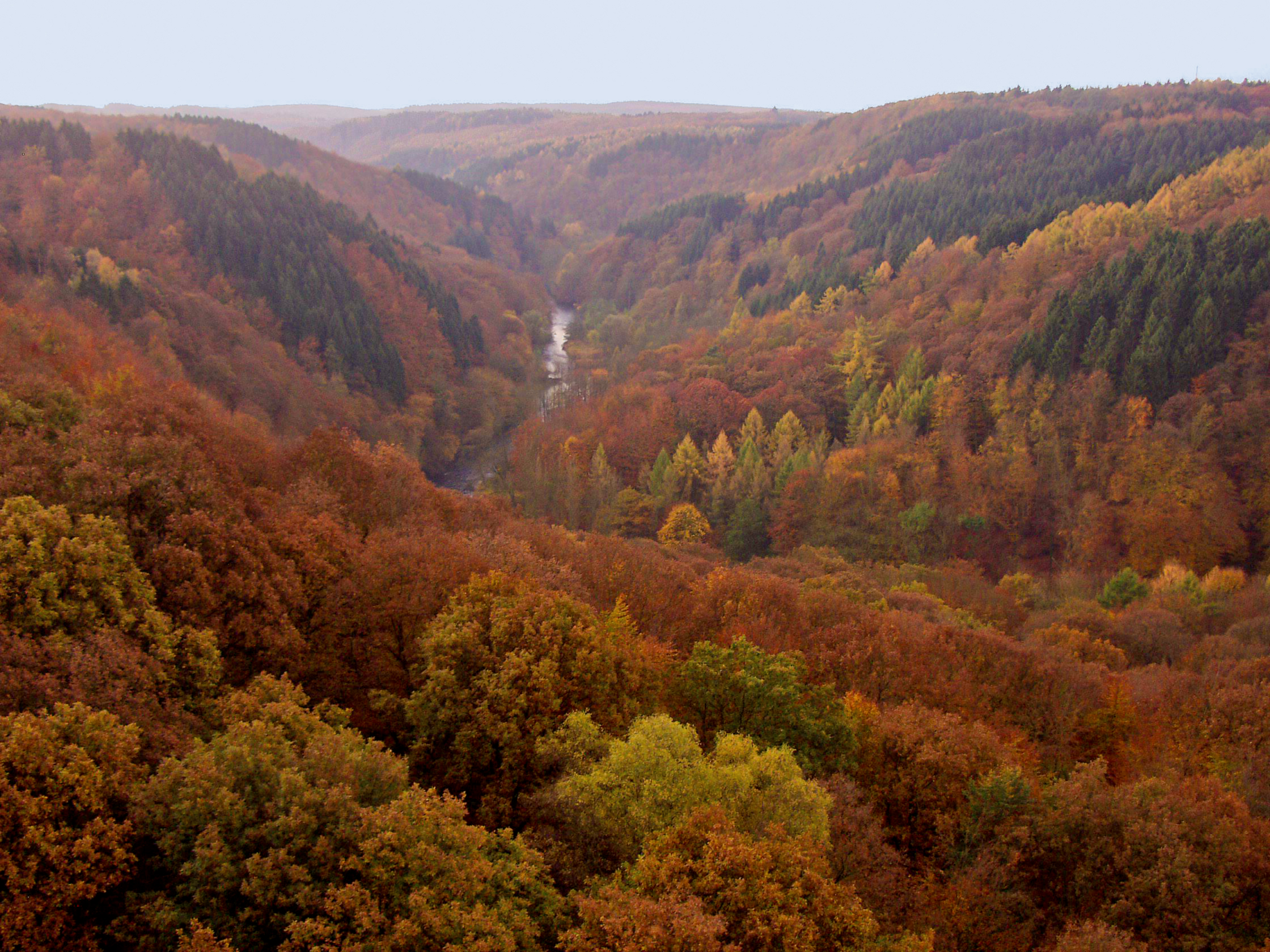
Vista desde el puente Müngstener

## Recorrido
El río Wupper sigue un curso en dirección noroeste, atravesando las localidades de:
- Marienheide
- Wipperfürth
- Hückeswagen
- Radevormwald
- Wuppertal
- Remscheid
- Solingen
- Leichlingen
- Leverkusen, desembocadura en el Rin en el entorno de los barrios de Kierspe, Ennepetal y Schwelm.

## Etimología
El nombre Wipper/Wupper proviene del balanceo del agua (Wippen en alemán)

## Historia
La existencia del Wupper se estima en una antigüedad aproximada de 30 millones de años, cuando todavía no existía el Rin y desembocaba directamente en el mar. Desde hace unos 800.000 años posee su cauce actual.

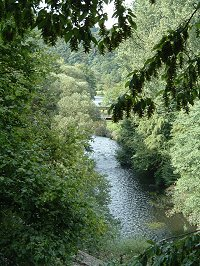
Romántico recorrido del río Wupper a su paso por Radevormwald-Dahlerau

## Filmografía
- Sigurd Tesche: El Wupper – El Amazonas de Bergische Land[2][3]

## Literatura
- Sigurd Tesche, Michael Leja y Natali Tesche-Ricciardi: El Wupper – El Amazonas de Bergische Land rga.Buchverlag, Remscheid 2009, ISBN 978-3-940491-08-4
- Alfred Lauer: El Wupper, del nacedero a la desembocadura. J.F. Ziegler KG, Remscheid 1988, ISBN 3-923495-13-7